# Film Finance Corporation Australia
Film Finance Corporation Australia (abbr. in FFC) è stato un ente cinematografico sotto il controllo del governo australiano, con il compito principale di appoggiare via finanziaria produzioni cinematografiche e televisive australiane.
Nel luglio 2008 l'azienda si è fusa con Australian Film Commission e Film Australia, formando la Screen Australia.
Dalla fondazione sino allo scioglimento, la FFC ha contribuito a finanziare 1.079 progetti per un investimento totale ammontante a 2.58$ miliardi.

## Storia
La FFC viene istituita dal governo per contribuire il cinema australiano a crescere a pari passo con quello occidentale europeo in uno scenario in cui Hollywood si impone come principale industria cinematografica.
Iniziando a finanziare piccole e medie produzioni, negli anni a venire l'ente comincia ad interessarsi di film più dispendiosi e caratteristici della società australiana. 
Tra i progetti sempre sotto copertura finanziaria sicura vi erano i film etichettati e approvati dalla Australia Official Co-Production Program.
L'annuncio di un possibile scioglimento viene dato in maggio 2007 dal governo australiano. Alla luce di una fusione che avrebbe portato più entrate. 
All'opzione si prestano la FFC, Australian Film Commission e Film Australia, le tre organizzazioni principali operanti nello scenario cinematografico australiano, e in luglio 2008 si fondono creando la Screen Australia.